# 金鐘獎節目類導播獎
金鐘獎節目類導播獎是由文化部影視及流行音樂產業局在臺灣舉辦的現行頒發獎項。

## 歷屆得獎暨入圍名單
|  | 獲獎者 |

### 非戲劇導播獎（第35屆）
| 年度 （屆數）   | 電視作品                                              |
| --------------- | ----------------------------------------------------- |
| 2000 （第35屆） | 何湛然／《原野呼聲—生命樂章》巨濤視聽製作傳播有限公司 |
| 2000 （第35屆） | 賴豐奇／《作家身影系列-冷峻的人道關懷者—呂赫若》      |
| 2000 （第35屆） | 蔡東文／《夜來香》                                    |
| 2000 （第35屆） | 陳惠武／《航向宇宙深處》                              |
| 2000 （第35屆） | 王志成(王傳賢)／《書寫島嶼-老家新希望》               |

### 非戲劇類導播(導演)獎（第36屆~第38屆）
| 年度 （屆數）   | 電視作品                                                                   |
| --------------- | -------------------------------------------------------------------------- |
| 2001 （第36屆） | 劉嵩／《城市的遠見》財團法人公共電視文化事業基金會                         |
| 2001 （第36屆） | 李玲玲／《SURLIVE3-5》                                                     |
| 2001 （第36屆） | 舒婷婷／《IQ GO》                                                          |
| 2001 （第36屆） | 黃建亮／《震起的台灣》                                                     |
| 2001 （第36屆） | 翟倩玫／《中視新聞全球報導》                                               |
| 2002 （第37屆） | 萬榮奭／《經典—滄海鹽田》大愛衛星電視股份有限公司                          |
| 2002 （第37屆） | 林義雄／《勁歌金曲》                                                       |
| 2002 （第37屆） | 高明帝／《韓熙載夜宴圖》                                                   |
| 2002 （第37屆） | 魯虎憑／《經典—雪山傳奇》                                                  |
| 2002 （第37屆） | 鄭德華／《客家人客家歌》                                                   |
| 2003 （第38屆） | 朱詩倩、楊力州／《紀錄觀點—新宿驛‧東口以東》財團法人公共電視文化事業基金會 |
| 2003 （第38屆） | 王志成(王船舷)／《台灣百年人物誌》                                         |
| 2003 （第38屆） | 吳泰維、許鴻龍／《新世代觀察家》                                           |
| 2003 （第38屆） | 李學主／《經典-台灣淡水魚、花與蟲》                                        |
| 2003 （第38屆） | 魯虎憑／《經典-舊驛風華（台灣老火車站）、南湖大山》                        |

### 非戲劇類導播(演)獎（第39屆~第41屆）
| 年度 （屆數）   | 電視作品                                                             |
| --------------- | -------------------------------------------------------------------- |
| 2004 （第39屆） | 黃友棣／《王船舷「文化大師薪火相傳」》財團法人公共電視文化事業基金會 |
| 2004 （第39屆） | 黃啟哲／《台灣紅歌星》                                               |
| 2004 （第39屆） | 麥覺民、阮昌麟／《MIT台灣誌》                                        |
| 2004 （第39屆） | 葉鴻洲／《台灣地方誌》                                               |
| 2004 （第39屆） | 劉嵩／《我們的故鄉我們的故事》                                       |
| 2005 （第40屆） | 李麗芳／《超級大富翁-開運大作戰》台灣電視公司                        |
| 2005 （第40屆） | 徐秀華／《綜藝大集合》                                               |
| 2005 （第40屆） | 蔡文傑／《部落生態地圖》                                             |
| 2005 （第40屆） | 林彥輝／《「留聲-華人音樂家」系列之「愛國的叛國者-馬思聰」》         |
| 2005 （第40屆） | 葉鴻洲／《古戰場風雲錄-決戰大員島》                                  |
| 2006 （第41屆） | 沈可尚／綻放真台灣-《賽鴿風雲》香港商亞太星空傳媒有限公司台灣分公司  |
| 2006 （第41屆） | 史筱筠／綻放真台灣-《靈域對話》                                      |
| 2006 （第41屆） | 黃啟哲／《台灣的歌》                                                 |
| 2006 （第41屆） | 劉章雄／《草地狀元》                                                 |
| 2006 （第41屆） | 鄧文斌／綻放真台灣-《蝴蝶密碼》                                      |

### 非戲劇類節目導播(演)獎（第42屆～第47屆）
| 年度 （屆數）   | 電視作品                                                                          |
| --------------- | --------------------------------------------------------------------------------- |
| 2007 （第42屆） | 湯湘竹／《尋找蔣經國－有！我是蔣經國》威象國際影視有限公司                        |
| 2007 （第42屆） | 李淑君／《看見台灣－原音台灣》                                                    |
| 2007 （第42屆） | 許明淳／《《「台灣棒球百年風雲」第7集》                                           |
| 2007 （第42屆） | 符昌鋒／《打拚－台灣人民的歷史：福爾摩沙》                                        |
| 2007 （第42屆） | 麥覺明／《MIT台灣誌－玉山》                                                       |
| 2008 （第43屆） | 麥覺明／《MIT台灣誌》中國電視事業股份有限公司                                     |
| 2008 （第43屆） | 王夢黛／《草地狀元》                                                              |
| 2008 （第43屆） | 邱顯忠／《以藝術之名》                                                            |
| 2008 （第43屆） | 洪智育、吳國忠／《台灣客翻天》                                                    |
| 2008 （第43屆） | 羅文傑、鄭安麟 ／《冒險王》                                                       |
| 2009 （第44屆） | 劉嵩、謝欣志／紀錄觀點-《福爾摩沙的指環：與大自然的對話》寶花傳播有限公司（公視） |
| 2009 （第44屆） | 王曉慧、辛翠蕓／《冒險王》                                                        |
| 2009 （第44屆） | 阮昌麟／《MIT台灣誌》                                                             |
| 2009 （第44屆） | 李鶴壽、傅偉智／《誰來晚餐2》                                                     |
| 2010 （第45屆） | 柯金源／紀錄觀點－《森之歌》財團法人公共電視文化事業基金會                        |
| 2010 （第45屆） | 許鴻龍／綻放真台灣3－《灰面鷲傳奇》                                               |
| 2010 （第45屆） | 馮振隆／發現－《台灣大地奧秘：火山的故事》                                        |
| 2010 （第45屆） | 謝欣志／《奔流》                                                                  |
| 2010 （第45屆） | 謝禮安、賀照縈／《爺奶搶時間》                                                    |
| 2010 （第45屆） | 謝欣志／《大愛全記錄》                                                            |
| 2011 （第46屆） | 沈可尚、盧元奇／《遙遠星球的孩子》財團法人公共電視文化事業基金會                  |
| 2011 （第46屆） | 謝禮安、傅偉智／誰來晚餐3—《譚老爹的玉山夢》                                      |
| 2011 （第46屆） | 柯金源／紀錄觀點—《退潮》                                                         |
| 2011 （第46屆） | 賴展文、梁明晄／甘肅專題—《遷徙：黃土地上的悲喜劇》                               |
| 2011 （第46屆） | 鄧文斌／《福島的驚嘆》                                                            |
| 2012 （第47屆） | 唐振瑜／戀戀金門—《落番》財團法人公共電視文化事業基金會                           |
| 2012 （第47屆） | 李偉傑／《寶貝台灣系列：九九蜂鷹》                                                |
| 2012 （第47屆） | 陳星鳳、羅盛達、蘇玲瑤／《百年民與國》                                            |
| 2012 （第47屆） | 蔡侑勳／綻放真台灣4 Taiwan to the World 4—《綠色寶藏》                            |
| 2012 （第47屆） | 韓欣欣／綻放真台灣4 Taiwan to the World 4—《星空搜捕手》                          |

### 非戲劇類節目導播獎（第48屆~第56屆）
| 年度 （屆數）   | 電視作品                                                                                  |
| --------------- | ----------------------------------------------------------------------------------------- |
| 2013 （第48屆） | 沈可尚／紀錄觀點—《築巢人》七日印象電影有限公司                                           |
| 2013 （第48屆） | 餘明洙、林心薇／《台灣人在滿州國》                                                        |
| 2013 （第48屆） | 李惠仁／紀錄觀點—《不能戳的秘密2：國家機器》                                              |
| 2013 （第48屆） | 麥覺明／《台灣生態系列：轉動百年阿里山》                                                  |
| 2013 （第48屆） | 譚家麟／《氣候變遷》                                                                      |
| 2014 （第49屆） | 李麗芳／《Super Star 我要當歌手》臺灣電視事業股份有限公司                                 |
| 2014 （第49屆） | 吳美君／《超級偶像8》                                                                     |
| 2014 （第49屆） | 梁遠毅／《閃亮的年代》                                                                    |
| 2014 （第49屆） | 黃慧娟／《公視HD表演廳 2013柏林愛樂交響樂團》                                             |
| 2014 （第49屆） | 劉應鐘／《萬秀豬王》                                                                      |
| 2015 （第50屆） | 黃慧娟／《音樂萬萬歲3》財團法人公共電視文化事業基金會                                     |
| 2015 （第50屆） | 吳美君／《超級偶像》                                                                      |
| 2015 （第50屆） | 宋建忠／公視表演廳－《情書》                                                              |
| 2015 （第50屆） | 吳敏華、石惠玲／《名人牀頭書》                                                            |
| 2015 （第50屆） | 李麗芳／《Super Star我要當歌手》                                                          |
| 2016 （第51屆） | 宋建忠／《花神祭》財團法人公共電視文化事業基金會                                          |
| 2016 （第51屆） | 杜文祥／《綜藝大熱門》                                                                    |
| 2016 （第51屆） | 宋建忠／《民歌40再唱一段思想起演唱會》                                                    |
| 2016 （第51屆） | 陳美而／《全球中文音樂榜上榜》                                                            |
| 2016 （第51屆） | 劉應鐘／《吹過島嶼的歌》                                                                  |
| 2017 （第52屆） | 黃慧娟／《音樂萬萬歲3》財團法人公共電視文化事業基金會                                     |
| 2017 （第52屆） | 宋建忠／《公視表演廳》                                                                    |
| 2017 （第52屆） | 陳美而／《全球中文音樂榜上榜》                                                            |
| 2017 （第52屆） | 梁遠毅、黃慧娟／《公視表演廳》                                                            |
| 2017 （第52屆） | 劉應鐘／《吹過島嶼的歌》                                                                  |
| 2018 （第53屆） | 劉應鐘／《希望之星》友松娛樂股份有限公司、中國電視事業股份有限公司                        |
| 2018 （第53屆） | 白汝珊／《綜藝菲常讚》                                                                    |
| 2018 （第53屆） | 梁遠毅、黃慧娟／《大聲 MY 客風》                                                          |
| 2018 （第53屆） | 梁遠毅／《公視表演廳》                                                                    |
| 2018 （第53屆） | 黃慧娟／《閃亮的年代 Yesterday Once More》                                                |
| 2019 （第54屆） | 李麗芳／《台視17Q》臺灣電視事業股份有限公司、英屬維京群島商麻吉一七股份有限公司臺灣分公司 |
| 2019 （第54屆） | 周天麟／《公視表演廳 代孕城市》                                                           |
| 2019 （第54屆） | 梁遠毅／《音樂Band Band Band》                                                            |
| 2019 （第54屆） | 陳星鳳／《台灣金頌》                                                                      |
| 2019 （第54屆） | 黃慧娟／《公視表演廳 預期未來 龔鈺褀創作音樂會》                                          |
| 2020 （第55屆） | 李麗芳／《第15屆KKBOX風雲榜頒獎典禮》臺灣電視事業股份有限公司                             |
| 2020 （第55屆） | 丁光慈／《上奅 台灣歌》                                                                   |
| 2020 （第55屆） | 吳佩諭／《聲林之王 聲境傳奇》                                                             |
| 2020 （第55屆） | 梁遠毅／《音樂萬萬歲 第4號作品》                                                          |
| 2020 （第55屆） | 陳星鳳／《台灣金頌》                                                                      |
| 2021 （第56屆） | 李麗芳／《第16屆KKBOX風雲榜頒獎典禮》臺灣電視事業股份有限公司                             |
| 2021 （第56屆） | 吳佩諭／《菱格世代DD52》                                                                  |
| 2021 （第56屆） | 周天麟、陳宛婷、林雅萍／《公視主題之夜SHOW》                                              |
| 2021 （第56屆） | 陳美而／《BMW M 20/21 aMEI UTOPIA EAST阿妹 台東跨年》                                     |
| 2021 （第56屆） | 黃慧娟／《公視表演廳 擊樂劇場〈泥巴〉》                                                   |

### 一般節目類導播獎（第57屆）
| 年度 （屆數）   | 電視作品                                                                     |
| --------------- | ---------------------------------------------------------------------------- |
| 2022 （第57屆） | 陳美而／《#T-POP我們聽大的!!》聯利媒體股份有限公司、豐采節目製作股份有限公司 |
| 2022 （第57屆） | 可樂【吳佩諭】／《Be The One A級戰場》                                       |
| 2022 （第57屆） | 吳美君／《大嘻哈時代》                                                       |
| 2022 （第57屆） | 宋建忠／《姐妹們的音樂萬萬歲》                                               |
| 2022 （第57屆） | 李麗芳／《第17屆KKBOX風雲榜頒獎典禮》                                        |

### 節目類導播獎（第58屆~至今）
| 年度 （屆數）   | 電視作品                                                                         |
| --------------- | -------------------------------------------------------------------------------- |
| 2023 （第58屆） | 可樂【吳佩諭】／《原子少年 ATOM BOYZ》踢帕娛樂股份有限公司、野火娛樂製作有限公司 |
| 2023 （第58屆） | 丁光慈／《上奅台灣歌2.0 經典傳奇》                                               |
| 2023 （第58屆） | 宋建忠／《姐妹們的音樂萬萬歲》                                                   |
| 2023 （第58屆） | 梁遠毅／公視表演廳《阿婆蘭》                                                     |
| 2023 （第58屆） | 鍾宜瑩／《綜藝大熱門》                                                           |
| 2024 （第59屆） | 王麗卿／公視表演廳《連篇歌曲》                                                   |
| 2024 （第59屆） | 李麗芳／《MUSIC MAKER 音樂主理人》                                               |
| 2024 （第59屆） | 許志高／《2023 hito流行音樂頒獎典禮》                                            |
| 2024 （第59屆） | 陳宛婷／《公視主題之夜SHOW》                                                     |
| 2024 （第59屆） | 陳美而／《第18屆KKBOX風雲榜演唱會》                                              |
| 2025 （第60屆） |                                                                                  |
|                 |                                                                                  |
|                 |                                                                                  |
|                 |                                                                                  |
|                 |                                                                                  |

## 外部連結
- 廣播電視金鐘獎官方網站 （页面存档备份，存于）
- 歷屆電視金鐘獎得獎入圍名單 （页面存档备份，存于），文化部影視及流行音樂產業局